# Johan Romin
Hans Johan Romin, född 19 juli 1966 i Tyresö församling i Stockholms län, är en svensk journalist, TV-producent, fotograf och författare. 

## Biografi
Romin har arbetat med TV och radio sedan 1992, på Strix Television, Sveriges Radio Kalmar, Dagens Eko (SR), TV3 Direkt, Rapport (Sveriges television) och Nyhetsmorgon (TV4). Han har skrivit reportage och debattartiklar i Fokus och Expressen och skrivit två böcker, Människor i händelsernas centrum och Desertören och Vietnamkriget. Mellan åren 2001 och 2011 var han anställd som TV-producent på Utbildningsradion.  
Romin producerade och filmade TV4:s utrikesserie Korrarna mellan åren 2013–2015. Han arbetade som nyhetsjournalist på SVT Nyheter mellan 2018 och 2019. 
På Förintelsens minnesdag 27 januari 2015 mottog Romin ett stipendium av Micael Bindefelds stiftelse till minne av Förintelsen. Stipendiet gick till produktion av dokumentärfilmen Min farmor och Förintelsen som Romin producerade tillsammans med skådespelaren Sara Sommerfeld. Filmen sändes i TV4 i maj 2015.
Romin har producerat omkring 200 TV-program och dokumentärer. Han studerade musik på Musikhögskolan 1987–1988, journalistik på JMK 1991–1992. Han har en filosofie kandidatexamen i militärhistoria från Försvarshögskolan 2021 och en filosofie magisterexamen i historia från Umeå universitet 2022.
I valet 2022 kandiderade Romin för Moderaterna till Haninge kommunfullmäktige samt region Stockholm. Efter regeringsskiftet som följde på riksdagsvalet 2022 arbetade Romin som pressekreterare åt kulturminister Parisa Liljestrand. 
Sedan 2024 är Romin kommunikatör på det kulturhistoriska museet Kulturen i Lund.

## TV-produktioner (i urval)
- "STOP!" UR/SVT – 2001
- "Ramp om droger" UR/SVT – 2002
- "Ramp om historia" UR/SVT – 2003–2005
- "Drömsamhället" UR/SVT – 2006
- "Globalisering" UR/SVT – 2007
- "Gästarbetaren" UR/SVT – 2008
- "Max 1800-tal" UR/SVT – 2008–2009
- "Valturnén" UR/SVT – 2010
- "Medialized" UR/SVT – 2011
- "69 saker du vill veta om sex" TV3 – 2012–2013
- "Karin liftar" SVT – 2013
- "Korrarna" TV4 – 2014
- "Estonia - 20 år senare" TV4 2014
- "Karin liftar" säsong 2 SVT – 2014
- "Hej Bebis" Expressen TV – 2014
- "Min farmor och Förintelsen" TV4 – 2015
- "Älskade unge" Aftonbladet TV – 2015
- "Korrarna" säsong 2 TV4 – 2015
- "Världens barn" Reportage om flyktingläger i Irak, SVT – 2015
- "Kalla fakta" Reportage om flyktingkrisen TV4 – 2015
- "Älskade unge julspecial" Aftonbladet TV – 2015
- "Schlager Deluxe" Aftonbladet TV – 2016
- "Eurovision-nördarna" Aftonbladet TV – 2016
- "Out of office" Aftonbladet TV – 2016
- "Älskade unge" säsong 3 Aftonbladet TV – 2016
- "Världens barn" Reportage om byar i Tanzania, SVT – 2016
- "Schlager" Aftonbladet TV:s bevakning av Melodifestivalen – 2017
- "Schlagernördarna" Aftonbladet TV – 2017
- "Älskade unge" säsong 4 Aftonbladet TV – 2017
- "Boktrailers" Rabén&Sjögren – 2017
- SVT Nyheter – 2018